# Gymnammodytes semisquamatus
Espèce
Synonymes
- Ammodytes semisquamatus Jourdain, 1879[1]

Statut de conservation UICN

 LC  : Préoccupation mineure
Gymnammodytes semisquamatus, communément appelé Grande cicerelle, est une espèce de poissons téléostéens, de la famille des Ammodytidae. C'est un lançon de l'Atlantique Nord.

## Répartition
Gymnammodytes semisquamatus se rencontre dans le nord-est de l'Atlantique, du sud des côtes de la Norvège et des Shetland jusqu'en Espagne, y compris les côtes des îles britanniques et la mer du Nord. En revanche cette espèce n'est pas présente dans la Baltique.

## Description
La taille maximale connue pour Gymnammodytes semisquamatus est de 30 cm mais sa taille habituelle est d'environ 15 cm.

## Étymologie
Son nom spécifique, semisquamatus, du latin semi, « à moitié », et squamatus, « couvert d'écailles », fait référence à la présence d'écailles que sur le tiers postérieur du corps de ce poisson.

## Publication originale
- Jourdain, 1879 : « Sur les ammodytes des côtes de la Manche ». Revue des sciences naturelles, vol. 8, n. 2-1, p. 203–210.